# Canadian Open 2023 - Qualificazioni singolare femminile
Le qualificazioni del singolare femminile del Canadian Open 2023 sono state un torneo di tennis preliminare per accedere alla fase finale della manifestazione. Le vincitrici dell'ultimo turno sono entrate di diritto nel tabellone principale. In caso di ritiro di una o più giocatrici aventi diritto a queste sono subentrati le lucky loser, ossia le giocatrici che hanno perso nell'ultimo turno ma che avevano una classifica più alta rispetto alle altre partecipanti che avevano comunque perso nel turno finale.

## Teste di serie
1. Lesja Curenko (qualificata)
2. Alycia Parks (qualificata)
3. Danielle Collins (qualificata)
4. Camila Giorgi (qualificata)
5. Linda Fruhvirtová (primo turno)
6. Peyton Stearns (qualificata)
7. Julija Putinceva (ultimo turno, lucky loser)
8. Katie Boulter (qualificata)

1. Magdalena Fręch (ultimo turno, lucky loser)
2. Cristina Bucșa (ultimo turno, lucky loser)
3. Jodie Burrage (primo turno)
4. Kayla Day (qualificata)
5. Kimberly Birrell (qualificata)
6. Yuan Yue (primo turno)
7. Elizabeth Mandlik (ultimo turno)
8. Ashlyn Krueger (ultimo turno)

## Qualificate
1. Lesja Curenko
2. Alycia Parks
3. Danielle Collins
4. Camila Giorgi

1. Kayla Day
2. Peyton Stearns
3. Kimberly Birrell
4. Katie Boulter

### Qualificate
1. Julija Putinceva
2. Magdalena Fręch

1. Cristina Bucșa

## Tabellone

### Sezione 1
|  | Primo turno | Primo turno       | Primo turno      | Primo turno | Primo turno |  |  | Ultimo turno | Ultimo turno      | Ultimo turno      | Ultimo turno | Ultimo turno |  |
|  |             |                   |                  |             |             |  |  |              |                   |                   |              |              |  |
|  | 1           | Lesja Curenko     | Lesja Curenko    | 6           | 6           |  |  |              |                   |                   |              |              |  |
|  | WC          | Bianca Fernandez  | Bianca Fernandez | 1           | 3           |  |  | 1            | Lesja Curenko     | Lesja Curenko     | 6            | 6            |  |
|  |             | Han Na-lae        | 6                | 1           | 2           |  |  | 15           | Elizabeth Mandlik | Elizabeth Mandlik | 4            | 2            |  |
|  | 15          | Elizabeth Mandlik | 0                | 6           | 6           |  |  |              |                   |                   |              |              |  |

### Sezione 2
|  | Primo turno | Primo turno     | Primo turno    | Primo turno | Primo turno |  |  | Ultimo turno | Ultimo turno   | Ultimo turno   | Ultimo turno | Ultimo turno |  |
|  |             |                 |                |             |             |  |  |              |                |                |              |              |  |
|  | 2           | Alycia Parks    | 4              | 6           | 7           |  |  |              |                |                |              |              |  |
|  | WC          | Marina Stakusic | 6              | 4           | 5           |  |  | 2            | Alycia Parks   | Alycia Parks   | 6            | 6            |  |
|  |             | Carol Zhao      | Carol Zhao     | 3           | 3           |  |  | 10           | Cristina Bucșa | Cristina Bucșa | 1            | 2            |  |
|  | 10          | Cristina Bucșa  | Cristina Bucșa | 6           | 6           |  |  |              |                |                |              |              |  |

### Sezione 3
|  | Primo turno | Primo turno      | Primo turno | Primo turno | Primo turno |  |  | Ultimo turno | Ultimo turno     | Ultimo turno | Ultimo turno | Ultimo turno |  |
|  |             |                  |             |             |             |  |  |              |                  |              |              |              |  |
|  | 3           | Danielle Collins | 6           | 1           | 6           |  |  |              |                  |              |              |              |  |
|  | WC          | Eugenie Bouchard | 1           | 6           | 1           |  |  | 3            | Danielle Collins | 7            | 610          | 7            |  |
|  |             | Emina Bektas     | 6           | 2           | 6           |  |  |              | Emina Bektas     | 5            | 7            | 5            |  |
|  | 14          | Yuan Yue         | 2           | 6           | 1           |  |  |              |                  |              |              |              |  |

### Sezione 4
|  | Primo turno | Primo turno      | Primo turno    | Primo turno | Primo turno |  |  | Ultimo turno | Ultimo turno   | Ultimo turno | Ultimo turno | Ultimo turno |  |
|  |             |                  |                |             |             |  |  |              |                |              |              |              |  |
|  | 4           | Camila Giorgi    | Camila Giorgi  | 6           | 6           |  |  |              |                |              |              |              |  |
|  |             | Elvina Kalieva   | Elvina Kalieva | 2           | 4           |  |  | 4            | Camila Giorgi  | 6            | 4            | 6            |  |
|  |             | Mirjam Björklund | 7              | 4           | 4           |  |  | 16           | Ashlyn Krueger | 3            | 6            | 3            |  |
|  | 16          | Ashlyn Krueger   | 5              | 6           | 6           |  |  |              |                |              |              |              |  |

### Sezione 5
|  | Primo turno | Primo turno       | Primo turno    | Primo turno | Primo turno |  |  | Ultimo turno | Ultimo turno   | Ultimo turno | Ultimo turno | Ultimo turno |  |
|  |             |                   |                |             |             |  |  |              |                |              |              |              |  |
|  | 5           | Linda Fruhvirtová | 0              | 6           | 1           |  |  |              |                |              |              |              |  |
|  |             | Sachia Vickery    | 6              | 3           | 6           |  |  |              | Sachia Vickery | 2            | 6            | 3            |  |
|  |             | Louisa Chirico    | Louisa Chirico | 2           | 2           |  |  | 12           | Kayla Day      | 6            | 1            | 6            |  |
|  | 12          | Kayla Day         | Kayla Day      | 6           | 6           |  |  |              |                |              |              |              |  |

### Sezione 6
|  | Primo turno | Primo turno     | Primo turno     | Primo turno | Primo turno |  |  | Ultimo turno | Ultimo turno    | Ultimo turno    | Ultimo turno | Ultimo turno |  |
|  |             |                 |                 |             |             |  |  |              |                 |                 |              |              |  |
|  | 6           | Peyton Stearns  | 4               | 6           | 6           |  |  |              |                 |                 |              |              |  |
|  |             | Katherine Sebov | 6               | 3           | 1           |  |  | 6            | Peyton Stearns  | Peyton Stearns  | 6            | 6            |  |
|  |             | Storm Hunter    | Storm Hunter    | 2           | 2           |  |  | 9            | Magdalena Fręch | Magdalena Fręch | 2            | 4            |  |
|  | 9           | Magdalena Fręch | Magdalena Fręch | 6           | 6           |  |  |              |                 |                 |              |              |  |

### Sezione 7
|  | Primo turno | Primo turno      | Primo turno      | Primo turno | Primo turno |  |  | Ultimo turno | Ultimo turno     | Ultimo turno     | Ultimo turno | Ultimo turno |  |
|  |             |                  |                  |             |             |  |  |              |                  |                  |              |              |  |
|  | 7           | Julija Putinceva | 2                | 6           | 6           |  |  |              |                  |                  |              |              |  |
|  | WC          | Mia Kupres       | 6                | 2           | 0           |  |  | 7            | Julija Putinceva | Julija Putinceva | 2            | 4            |  |
|  |             | Daria Saville    | Daria Saville    | 3           | 4           |  |  | 13           | Kimberly Birrell | Kimberly Birrell | 6            | 6            |  |
|  | 13          | Kimberly Birrell | Kimberly Birrell | 6           | 6           |  |  |              |                  |                  |              |              |  |

### Sezione 8
|  | Primo turno | Primo turno           | Primo turno           | Primo turno | Primo turno |  |  | Ultimo turno | Ultimo turno          | Ultimo turno          | Ultimo turno | Ultimo turno |  |
|  |             |                       |                       |             |             |  |  |              |                       |                       |              |              |  |
|  | 8           | Katie Boulter         | Katie Boulter         | 6           | 6           |  |  |              |                       |                       |              |              |  |
|  |             | Miriam Bulgaru        | Miriam Bulgaru        | 3           | 3           |  |  | 8            | Katie Boulter         | Katie Boulter         | 6            | 6            |  |
|  |             | Marina Bassols Ribera | Marina Bassols Ribera | 7           | 6           |  |  |              | Marina Bassols Ribera | Marina Bassols Ribera | 2            | 2            |  |
|  | 11          | Jodie Burrage         | Jodie Burrage         | 5           | 4           |  |  |              |                       |                       |              |              |  |